# Thurnham (Lancashire)
Thurnham è una parrocchia civile del Regno Unito, situata nella Città di Lancaster, in Lancashire.
Si trova sul lato sud dell'estuario del fiume Lune e contiene i villaggi di Conder Green, Glasson Dock, Lower Thurnham e Upper Thurnham. La parrocchia aveva una popolazione di 595 abitanti nel 2001, saliti a 651 al censimento del 2011.
Thurnham si trova nel punto in cui il fiume Conder sfocia nel Lune.
In precedenza era servita dalla linea ferroviaria Glasson Dock Branch della London and North Western Railway, che aveva tre stazioni nella parrocchia: una a Conder Green, il capolinea a Glasson Dock e una fermata privata ad Ashton Hall.
A est del villaggio si trova Thurnham Hall, una casa di campagna del XVII secolo trasformata in un hotel.